# 정지택
정지택은 정우택의 형이자 한국야구위원회 전 총재이다.
| 전임 정운찬 | 제23대 한국야구위원회 총재 2021년 1월 1일 ~ 2022년 2월 8일 | 후임 류대환(대행) 허구연 |